# Turks referendum over grondwetswijzigingen 2007
In Turkije werd op 21 oktober 2007 een referendum gehouden over een aantal wijzigingen in de grondwet. De amendementen werden voorgesteld door de parlementariërs van de regerende AK-partij.

## De grondwetswijzigingen
De Turkse kiezers moesten een besluit nemen over de volgende grondwetswijzigingen:
- De Turkse president wordt door het volk gekozen in plaats van het parlement.
- Vermindering van de presidentiële termijn van zeven jaar tot vijf.
- De president de gelegenheid geven om opnieuw verkiesbaar te stellen voor een tweede termijn.
- Algemene verkiezingen worden om de vier jaar gehouden in plaats van vijf.
- Redactionele wijziging zodat de grondwetsbepaling die het quorum in het parlement vastlegt niet meer vatbaar is voor een andere uitleg dan dat het quorum altijd 184 parlementariërs bedraagt (1/3 van voltallige 550 parlementsleden). Voor de wijziging was hierover in de grondwet het volgende bepaald: "zolang er geen andersluidende bepaling is, is het quorum 1/3 van de voltallige parlementsleden (550)". Hoewel er geen sprake was van een expliciete andersluidende  bepaling, zag Het Constitutionele Hof van Turkije een uitzondering in het quorum van 184 parlementariërs, omdat destijds de grondwet bepaalde dat de president met 2/3 meerderheid benoemd wordt. Volgens het Hof had 2/3 meerderheid ook betrekking op het quorum. De uitleg van het Hof die voor een politieke crisis tijdens de benoeming van de voormalige president Abdullah Gül in 2007 zorgde, was omstreden omdat in de 3de stemronde 1/2 meerderheid voldoende was voor de benoeming van de president. Bovendien maakte deze uitleg het mogelijk dat een 1/3 minderheid de benoeming van een president kan dwarsbomen door niet deel te nemen aan de zitting. De grondwet werd gewijzigd in "het quorum is 1/3 van de voltallige parlementsleden", zodat een ander aantal door uitleg niet meer mogelijk is. Deze wijziging is niet meer zo relevant omdat de president niet meer benoemd wordt door het parlement, maar rechtstreeks door het volk gekozen wordt.

## Uitslag
|                                                      | Aantal     | Percentage |
| ---------------------------------------------------- | ---------- | ---------- |
| Stemgerechtigden                                     | 42.701.284 | 100,00%    |
| Opkomst                                              | 28.819.096 | 67,49%     |
| Van de uitgebrachte stemmen                          |            |            |
| Geldige stemmen                                      | 28.167.661 | 97,74%     |
| Ongeldige stemmen                                    | 651.435    | 2,26%      |
| Van de geldige stemmen was de uitkomst               |            |            |
| Voorstanders                                         | 19.422.714 | 68,95%     |
| Tegenstanders                                        | 8.744.947  | 31,05%     |
| Bron: - Turkse Kiescommissie (YSK - www.ysk.gov.tr)) |            |            |

Parlement: 1946 · 1950 · 1954 · 1957 · 1961 · 1965 · 1969 · 1973 · 1977 · 1983 · 1987 · 1991 · 1995 · 1999 · 2002 · 2007 · 2011 · 2015 (jun) · 2015 (nov) · 2018 · 2023

President: 1923 · 1927 · 1931 · 1935 · 1938 · 1939 · 1943 · 1946 · 1950 · 1954 · 1957 · 1961 · 1966 · 1973 · 1982 · 1989 · 1993 · 2000 · 2007 · 2014 · 2018 · 2023

Lokaal: 1930 · 1946 · 1950 · 1955 · 1963 · 1968 · 1973 · 1977 · 1984 · 1989 · 1994 · 1999 · 2004 · 2009 · 2014 · 2019 · 2024

Referendum: 1961 · 1982 · 1987 · 1988 · 2007 · 2010 · 2017